# Savuto
A Savuto egy olaszországi folyó. A Calabriai-Appenninekből ered, átszeli Cosenza és Catanzaro megyéket, majd a Tirrén-tengerbe ömlik a Santa Eufemia-öböl északi partján. Mellékfolyói a Bisirico, Cannavina, Savucchia, Mola, Scolo, Mentaro és a Fiume Grande.
Neve vagy a latin Sabatus szóból származik, vagy pedig a görög Ocinaros (jelentése gyors folyású) szóból ered. Torkolatvidékén feküdt az ókori Temesa város.